# Meksyk na Letnich Igrzyskach Olimpijskich 2012
Meksyk na Letnich Igrzyskach Olimpijskich 2012, które odbyły się w Londynie reprezentowało 102 zawodników. Zdobyli oni 7 medali: 1 złoty, 3 srebrne i 3 brązowe, zajmując 39. miejsce w klasyfikacji medalowej.
Był to dwudziesty drugi start reprezentacji Meksyku na letnich igrzyskach olimpijskich.

## Zdobyte medale
| Medal  | Zawodnik                                      | Dyscyplina    | Konkurencja                          | Rezultat                                                                                    | Data        |
| ------ | --------------------------------------------- | ------------- | ------------------------------------ | ------------------------------------------------------------------------------------------- | ----------- |
| Złoto  | Reprezentacja Meksyku w piłce nożnej mężczyzn | Piłka nożna   | turniej mężczyzn                     | W finale pokonali reprezentację Brazylii 2:1                                                | 11 sierpnia |
| Srebro | Iván García Germán Sánchez                    | Skoki do wody | wieża 10 m – synchronicznie mężczyzn | 468.90 pkt.                                                                                 | 30 lipca    |
| Srebro | Paola Espinosa Alejandra Orozco               | Skoki do wody | wieża 10 m – synchronicznie kobiet   | 343.32 pkt.                                                                                 | 31 lipca    |
| Srebro | Aída Román                                    | Łucznictwo    | kobiety indywidualnie                | W finale przegrała z reprezentantką Korei Południowej Ki Bo-Bae 5:6.                        | 2 sierpnia  |
| Brąz   | Mariana Avitia                                | Łucznictwo    | kobiety indywidualnie                | W pojedynku o brązowy medal pokonała reprezentantkę Stanów Zjednoczonych Khatunę Lorig 6:2. | 2 sierpnia  |
| Brąz   | Laura Sánchez                                 | Skoki do wody | trampolina 3 m indywidualnie kobiet  | 362.40 pkt.                                                                                 | 5 sierpnia  |
| Brąz   | María del Rosario Espinoza                    | Taekwondo     | kategoria powyżej 67 kg kobiet       | W pojedynku o brązowy medal pokonała Kubankę Glenhis Hernandez                              | 11 sierpnia |

## Reprezentanci

### Badminton
| Zawodnicy        | Konkurencja           | Faza grupowa                  | Faza grupowa               | Faza grupowa       | Faza grupowa | Eliminacje         | Ćwierćfinał        | Półfinał           | Finał              | Finał   |
| Zawodnicy        | Konkurencja           | Przeciwnicy Punkty            | Przeciwnicy Punkty         | Przeciwnicy Punkty | Miejsce      | Przeciwnicy Punkty | Przeciwnicy Punkty | Przeciwnicy Punkty | Przeciwnicy Punkty | Miejsce |
| ---------------- | --------------------- | ----------------------------- | -------------------------- | ------------------ | ------------ | ------------------ | ------------------ | ------------------ | ------------------ | ------- |
| Victoria Montero | gra pojedyncza kobiet | Nieminen P 0-2 (12-21, 18-21) | Tai TY P 0-2 (6-21, 10-21) | —                  | 3.           | NQ                 | NQ                 | NQ                 | NQ                 | NQ      |

### Boks
Mężczyźni
| Zawodnik     | Konkurencja | 1/16             | 1/8              | Ćwierćfinał      | Półfinał         | Finał            | Finał   |
| Zawodnik     | Konkurencja | Przeciwnik Wynik | Przeciwnik Wynik | Przeciwnik Wynik | Przeciwnik Wynik | Przeciwnik Wynik | Miejsce |
| ------------ | ----------- | ---------------- | ---------------- | ---------------- | ---------------- | ---------------- | ------- |
| Óscar Valdez | 56 kg       | Thapa W 14-9     | Junusow W 13-7   | Nevin P 13-19    | NQ               | NQ               | NQ      |
| Óscar Molina | 69 kg       | Clayton P 8-12   | NQ               | NQ               | NQ               | NQ               | NQ      |

### Gimnastyka

#### Gimnastyka sportowa
Mężczyźni
| Zawodnik      | Konkurencja  | Kwalifikacje | Kwalifikacje | Kwalifikacje | Kwalifikacje | Kwalifikacje | Kwalifikacje | Kwalifikacje | Kwalifikacje | Finał    | Finał    | Finał    | Finał    | Finał    | Finał    | Finał  | Finał   |
| Zawodnik      | Konkurencja  | Przyrząd     | Przyrząd     | Przyrząd     | Przyrząd     | Przyrząd     | Przyrząd     | Razem        | Miejsce      | Przyrząd | Przyrząd | Przyrząd | Przyrząd | Przyrząd | Przyrząd | Razem  | Miejsce |
| Zawodnik      | Konkurencja  | FX           | PH           | SR           | VT           | PB           | HB           | Razem        | Miejsce      | FX       | PH       | SR       | VT       | PB       | HB       | Razem  | Miejsce |
| ------------- | ------------ | ------------ | ------------ | ------------ | ------------ | ------------ | ------------ | ------------ | ------------ | -------- | -------- | -------- | -------- | -------- | -------- | ------ | ------- |
| Daniel Corral | Koń z łękami | —            | 12.333       | —            | —            | —            | —            | 12.333       | 61.          | NQ       | NQ       | NQ       | NQ       | NQ       | NQ       | NQ     | NQ      |
| Daniel Corral | Poręcze      | —            | —            | —            | —            | 15.433       | —            | 15.433       | 8.           | —        | —        | —        | —        | 15.333   | —        | 15.333 | 5.      |

Kobiety
| Zawodnik    | Konkurencja     | Kwalifikacje | Kwalifikacje | Kwalifikacje | Kwalifikacje | Kwalifikacje | Kwalifikacje | Finał    | Finał    | Finał    | Finał    | Finał | Finał   |
| Zawodnik    | Konkurencja     | Przyrząd     | Przyrząd     | Przyrząd     | Przyrząd     | Razem        | Miejsce      | Przyrząd | Przyrząd | Przyrząd | Przyrząd | Razem | Miejsce |
| Zawodnik    | Konkurencja     | FX           | VT           | UB           | BB           | Razem        | Miejsce      | FX       | VT       | UB       | BB       | Razem | Miejsce |
| ----------- | --------------- | ------------ | ------------ | ------------ | ------------ | ------------ | ------------ | -------- | -------- | -------- | -------- | ----- | ------- |
| Elsa García | Ćwiczenia wolne | 13.733       | —            | —            | —            | 13.733       | 35.          | NQ       | NQ       | NQ       | NQ       | NQ    | NQ      |
| Elsa García | Równoważnia     | —            | —            | —            | 12.400       | 12.400       | 58.          | NQ       | NQ       | NQ       | NQ       | NQ    | NQ      |

### Jeździectwo

#### Skoki przez przeszkody
| Zawodnik                                                          | Koń              | Konkurencja   | Kwalifikacje | Kwalifikacje | Kwalifikacje | Kwalifikacje | Kwalifikacje | Kwalifikacje | Kwalifikacje | Kwalifikacje | Finał   | Finał   | Finał   | Finał   | Finał   | Razem | Razem   |
| Zawodnik                                                          | Koń              | Konkurencja   | Runda 1      | Runda 1      | Runda 2      | Runda 2      | Runda 2      | Runda 3      | Runda 3      | Runda 3      | Runda A | Runda A | Runda B | Runda B | Runda B | Razem | Razem   |
| Zawodnik                                                          | Koń              | Konkurencja   | Kary         | Miejsce      | Kary         | Łącznie      | Miejsce      | Kary         | Łącznie      | Miejsce      | Kary    | Miejsce | Kary    | Łącznie | Miejsce | Kary  | Miejsce |
| ----------------------------------------------------------------- | ---------------- | ------------- | ------------ | ------------ | ------------ | ------------ | ------------ | ------------ | ------------ | ------------ | ------- | ------- | ------- | ------- | ------- | ----- | ------- |
| Jaime Ascárraga                                                   | Gángster         | indywidualnie | 12           | 67.          | NQ           | NQ           | NQ           | NQ           | NQ           | NQ           | NQ      | NQ      | NQ      | NQ      | NQ      | 12    | 67.     |
| Federico Fernández                                                | Victoria         | indywidualnie | 5            | =53.         | 6            | 11           | 53.          | NQ           | NQ           | NQ           | NQ      | NQ      | NQ      | NQ      | NQ      | 11    | 53.     |
| Alberto Michán                                                    | Rosalía la Silla | indywidualnie | 0            | =1.          | 0            | 0            | =1.          | 9            | 9            | =22.         | 4       | 11.     | 0       | 4       | 5       | 4     | 5.      |
| Nicolás Pizarro                                                   | Crossing Jordan  | indywidualnie | 4            | =42.         | 4            | 8            | 31.          | 20           | 28           | 44.          | NQ      | NQ      | NQ      | NQ      | NQ      | 28    | 44.     |
| Jaime Ascárraga Federico Fernández Alberto Michán Nicolás Pizarro | Patrz wyżej      | drużynowo     | —            | —            | —            | —            | —            | —            | —            | —            | 10      | 9.      | NQ      | NQ      | NQ      | 10    | 9.      |

### Judo
Mężczyźni
| Zawodnik       | Konkurencja | 1/32             | 1/16             | 1/8              | Ćwierćfinał      | Półfinał         | Repasaż 1        | Repasaż 2        | Finał            | Finał   |    |
| Zawodnik       | Konkurencja | Przeciwnik Wynik | Przeciwnik Wynik | Przeciwnik Wynik | Przeciwnik Wynik | Przeciwnik Wynik | Przeciwnik Wynik | Przeciwnik Wynik | Przeciwnik Wynik | Pozycja |    |
| -------------- | ----------- | ---------------- | ---------------- | ---------------- | ---------------- | ---------------- | ---------------- | ---------------- | ---------------- | ------- | -- |
| Nabor Castillo | do 60 kg    | BYE              | Khom W 0100-0000 | Verde P0011-1011 | NQ               | NQ               | NQ               | NQ               | NQ               | NQ      | NQ |

Kobiety
| Zawodniczka      | Konkurencja   | 1/16                | 1/8                 | Ćwierćfinał         | Półfinał            | Repasaż 1           | Repasaż 2           | Finał               | Finał   |    |
| Zawodniczka      | Konkurencja   | Przeciwniczka Wynik | Przeciwniczka Wynik | Przeciwniczka Wynik | Przeciwniczka Wynik | Przeciwniczka Wynik | Przeciwniczka Wynik | Przeciwniczka Wynik | Pozycja |    |
| ---------------- | ------------- | ------------------- | ------------------- | ------------------- | ------------------- | ------------------- | ------------------- | ------------------- | ------- | -- |
| Vanessa Zambotti | powyżej 78 kg | —                   | Tong W P 0000-0100  | NQ                  | NQ                  | NQ                  | NQ                  | NQ                  | NQ      | NQ |

### Kajakarstwo

#### Kajakarstwo klasyczne
Mężczyźni
| Zawodnik           | Konkurencja | Eliminacje | Eliminacje | Półfinał | Półfinał | Finał    | Finał   |
| Zawodnik           | Konkurencja | Czas       | Miejsce    | Czas     | Miejsce  | Czas     | Miejsce |
| ------------------ | ----------- | ---------- | ---------- | -------- | -------- | -------- | ------- |
| Everardo Cristóbal | C-1 200 m   | 44.459     | 4.         | 44.571   | 7.       | NQ       | NQ      |
| Everardo Cristóbal | C-1 1000 m  | 3:58.673   | 5.         | 3:54.590 | 5. FB    | 3:56.118 | 10.     |

### Kolarstwo

#### Kolarstwo szosowe
Mężczyźni
| Zawodnik    | Konkurencja                | Czas    | Miejsce |
| ----------- | -------------------------- | ------- | ------- |
| Hugo Ragnel | Wyścig ze startu wspólnego | 5:46:37 | =27.    |

Kobiety
| Zawodniczka   | Konkurencja                | Czas | Miejsce |
| ------------- | -------------------------- | ---- | ------- |
| Ingrid Drexel | Wyścig ze startu wspólnego | OTL  | OTL     |

### Lekkoatletyka
Mężczyźni
| Zawodnik            | Konkurencja   | Eliminacje | Eliminacje | Ćwierćfinał | Ćwierćfinał | Półfinał | Półfinał | Finał    | Finał   |
| Zawodnik            | Konkurencja   | Wynik      | Miejsce    | Wynik       | Miejsce     | Wynik    | Miejsce  | Wynik    | Miejsce |
| ------------------- | ------------- | ---------- | ---------- | ----------- | ----------- | -------- | -------- | -------- | ------- |
| Jose Carlos Herrera | 200 m         | 21.17      | 7.         | —           | —           | NQ       | NQ       | NQ       | NQ      |
| Juan Luis Barrios   | 5000 m        | 13:21.01   | 9.         | —           | —           | —        | —        | 13:45.30 | 8.      |
| Diego Estrada       | 10000 m       | —          | —          | —           | —           | —        | —        | 28:36.19 | 21.     |
| Carlos Cordero      | maraton       | —          | —          | —           | —           | —        | —        | 2:22:08  | 60.     |
| Arturo Malaquias    | maraton       | —          | —          | —           | —           | —        | —        | 2:26:37  | 70.     |
| Daniel Vargas       | maraton       | —          | —          | —           | —           | —        | —        | 2:18:26  | 39.     |
| Ever Palma          | chód na 20 km | —          | —          | —           | —           | —        | —        | 1:26:30  | 46.     |
| Isaac Palma         | chód na 20 km | —          | —          | —           | —           | —        | —        | 1:23:35  | 34.     |
| Eder Sánchez        | chód na 20 km | —          | —          | —           | —           | —        | —        | 1:19:52  | 6.      |
| Jose Leyver Ojeda   | chód na 50 km | —          | —          | —           | —           | —        | —        | 3:55:00  | 28.     |
| Horacio Nava        | chód na 50 km | —          | —          | —           | —           | —        | —        | 3:46:59  | 16.     |
| Omar Zepeda         | chód na 50 km | —          | —          | —           | —           | —        | —        | 3:49:14  | 23.     |

| Zawodnik      | Konkurencja    | Kwalifikacje | Kwalifikacje | Finał    | Finał   |
| Zawodnik      | Konkurencja    | Rezultat     | Miejsce      | Rezultat | Miejsce |
| ------------- | -------------- | ------------ | ------------ | -------- | ------- |
| Stephen Saenz | pchnięcie kulą | 18.65        | 32.          | NQ       | NQ      |
| Luis Rivera   | skok w dal     | 7.42         | 32.          | NQ       | NQ      |

Kobiety
| Zawodniczka    | Konkurencja   | Eliminacje | Eliminacje | Ćwierćfinał | Ćwierćfinał | Półfinał | Półfinał | Finał   | Finał   |
| Zawodniczka    | Konkurencja   | Wynik      | Miejsce    | Wynik       | Miejsce     | Wynik    | Miejsce  | Wynik   | Miejsce |
| -------------- | ------------- | ---------- | ---------- | ----------- | ----------- | -------- | -------- | ------- | ------- |
| Sandra López   | 5000 m        | 15:55.16   | 16.        | —           | —           | —        | —        | NQ      | NQ      |
| Karina Pérez   | maraton       | —          | —          | —           | —           | —        | —        | 2:33:30 | 50.     |
| Marisol Romero | maraton       | —          | —          | —           | —           | —        | —        | 2:33:08 | 46.     |
| Mónica Equihua | chód na 20 km | —          | —          | —           | —           | —        | —        | 1:32:28 | 30.     |

### Łucznictwo
Mężczyźni
| Zawodnik                                     | Konkurencja   | Runda rankingowa | Runda rankingowa | 1/32             | 1/16             | 1/8               | Ćwierćfinał       | Półfinał         | Finał                      | Finał   |
| Zawodnik                                     | Konkurencja   | Punkty           | Rozstawienie     | Przeciwnik Wynik | Przeciwnik Wynik | Przeciwnik Wynik  | Przeciwnik Wynik  | Przeciwnik Wynik | Przeciwnik Wynik           | Pozycja |
| -------------------------------------------- | ------------- | ---------------- | ---------------- | ---------------- | ---------------- | ----------------- | ----------------- | ---------------- | -------------------------- | ------- |
| Luis Álvarez                                 | indywidualnie | 665              | 30.              | Hristow W 6-0    | Oh JH P 2-6      | NQ                | NQ                | NQ               | NQ                         | NQ      |
| Juan René Serrano                            | indywidualnie | 665              | 29.              | Galiazzo W 6-2   | Godfrey P 1-7    | NQ                | NQ                | NQ               | NQ                         | NQ      |
| Eduardo Veléz                                | indywidualnie | 666              | 26.              | Vaziri W 7-1     | Dai X P 0-6      | NQ                | NQ                | NQ               | NQ                         | NQ      |
| Luis Álvarez Juan René Serrano Eduardo Veléz | drużynowo     | 1996             | 7.               | —                | —                | Malezja W 216-211 | Francja W 220-212 | Włochy P 215-217 | Korea Południowa P 219-224 | 4.      |

Kobiety
| Zawodniczka                                  | Konkurencja   | Runda rankingowa | Runda rankingowa | 1/32                | 1/16                | 1/8                 | Ćwierćfinał         | Półfinał            | Finał               | Finał   |
| Zawodniczka                                  | Konkurencja   | Punkty           | Rozstawienie     | Przeciwniczka Wynik | Przeciwniczka Wynik | Przeciwniczka Wynik | Przeciwniczka Wynik | Przeciwniczka Wynik | Przeciwniczka Wynik | Pozycja |
| -------------------------------------------- | ------------- | ---------------- | ---------------- | ------------------- | ------------------- | ------------------- | ------------------- | ------------------- | ------------------- | ------- |
| Mariana Avitia                               | indywidualnie | 659              | 10.              | Dehghan W 6-2       | Folkard W 6-2       | Christiansen W 6-2  | Lee SJ W 6-2        | Román P 2-6         | Lorig W 6-2         | brąz    |
| Aída Román                                   | indywidualnie | 658              | 11.              | Bannowa W 6-2       | Devi W 6-2          | Kanie W 7-3         | Lionetti W 6-2      | Avitia W 6-2        | Ki BB P 5-6         | srebro  |
| Alejandra Valencia                           | indywidualnie | 657              | 13.              | Pärnat W 7-1        | Cheng M P 1-7       | NQ                  | NQ                  | NQ                  | NQ                  | NQ      |
| Mariana Avitia Aída Román Alejandra Valencia | drużynowo     | 1974             | 4.               | —                   | —                   | BYE                 | Japonia P 209-219   | NQ                  | NQ                  | NQ      |

### Pięciobój nowoczesny
| Zawodniczka | Konkurencja | Szermierka | Szermierka | Szermierka | Pływanie | Pływanie | Pływanie | Jazda konna | Jazda konna | Jazda konna | Kombinacja: strzelanie/bieg przełajowy | Kombinacja: strzelanie/bieg przełajowy | Kombinacja: strzelanie/bieg przełajowy | Suma punktów | Pozycja |
| Zawodniczka | Konkurencja | Wynik      | M.         | Punkty     | Czas     | M.       | Punkty   | Kary        | M.          | Punkty      | Czas                                   | M.                                     | Punkty                                 | Suma punktów | Pozycja |
| ----------- | ----------- | ---------- | ---------- | ---------- | -------- | -------- | -------- | ----------- | ----------- | ----------- | -------------------------------------- | -------------------------------------- | -------------------------------------- | ------------ | ------- |
| Óscar Soto  | Mężczyźni   | 16-19      | 20.        | 784        | 2:10.98  | 29.      | 1232     | 24          | 6.          | 1176        | 10:34.42                               | 7.                                     | 2464                                   | 5656         | 14.     |
| Tamara Vega | Kobiety     | 16-19      | =22.       | 784        | 2:18.72  | 19.      | 1136     | 740         | 35.         | 460         | DNF                                    | DNF                                    | DNF                                    | 2380         | 36.     |

### Piłka nożna
Reprezentacja Meksyku w piłce nożnej mężczyzn brała udział w rozgrywkach grupy B turnieju olimpijskiego, wygrywając dwa mecze i jeden remisując. Awansowała do ćwierćfinału, w którym pokonała reprezentację Senegalu. W półfinale zwyciężyła Japonię, by w finale pokonać reprezentację Brazylii, zdobywając złote medale olimpijskie.
Tabela grupy
| Zespół           | Pld | W | D | L | GF | GA | GD | Pts |
| ---------------- | --- | - | - | - | -- | -- | -- | --- |
| Meksyk           | 3   | 2 | 1 | 0 | 3  | 0  | +3 | 7   |
| Korea Południowa | 3   | 1 | 2 | 0 | 2  | 1  | +1 | 5   |
| Gabon            | 3   | 0 | 2 | 1 | 1  | 3  | -2 | 2   |
| Szwajcaria       | 3   | 0 | 1 | 2 | 2  | 4  | -2 | 1   |

Wyniki spotkań
Faza grupowa
| 26 lipca 2012 14:30 | Meksyk | 0:0(0:0)Raport | Korea Południowa | St James’ Park, Newcastle Widzów: 15,748 Sędzia: Slim Jedidi |
|                     |        |                |                  |                                                              |

| 29 lipca 2012 14:30 | Meksyk · dos Santos 63', 90+2' (k) | 2:0(0:0)Raport | Gabon                 | Ricoh Arena, Coventry Widzów: 28,171 Sędzia: Benjamin Williams |
|                     |                                    |                | kartki: · 90+1' Ndong |                                                                |

| 1 sierpnia 2012 17:00 | Meksyk · Peralta 69' | 1:0(0:0)Raport | Szwajcaria | Millennium Stadium, Cardiff Widzów: 50,000 Sędzia: Ravshan Ermatov |
|                       |                      |                |            |                                                                    |

Ćwierćfinał
| 4 sierpnia 2012 13.30 | Meksyk · Jorge Enriquez 10' · Javier Aquino 62' · Giovani dos Santos 98' · Hector Herrera 109' | 4:2 dogr.(1:0, 2:2)Raport | Senegal · 69' Pape Moussa Konaté · 76' Ibrahima Baldé | Stadion Wembley, Londyn Sędzia: Mark Clattenburg |
|                       |                                                                                                |                           |                                                       |                                                  |

Półfinał
| 7 sierpnia 2012 17.00 CET | Meksyk · Marco Fabian 31' · Oribe Peralta 65' · Javier Cortes 90+3' | 3:1(1:1)Raport | Japonia · 12' Yuki Otsu | Stadion Wembley, Londyn Sędzia: Gianluca Rocchi |
|                           |                                                                     |                |                         |                                                 |

Finał
| 11 sierpnia 2012 15.00 CET | Brazylia · Hulk 90+1' | 1:2(0:1)Raport | Meksyk · 1', 75' Oribe Peralta | Stadion Wembley, Londyn Sędzia: Mark Clattenburg |
|                            |                       |                |                                |                                                  |

Skład
| Nr | Imię i nazwisko          | Data urodzenia (wiek) | Klub              | Pozycja |
| -- | ------------------------ | --------------------- | ----------------- | ------- |
| 1  | José de Jesús Corona (c) | 26.01.1981 (31)       | Cruz Azul         | B       |
| 2  | Israel Jiménez           | 13.06.1989 (23)       | Tigres UANL       | O       |
| 3  | Carlos Salcido           | 2.04.1980 (32)        | Tigres UANL       | O       |
| 4  | Hiram Mier               | 25.08.1989 (22)       | CF Monterrey      | O       |
| 5  | Dárvin Chávez            | 21.11.1989 (22)       | CF Monterrey      | O       |
| 6  | Héctor Herrera           | 19.04.1990 (22)       | CF Pachuca        | P       |
| 7  | Javier Cortés            | 20.07.1989 (23)       | UNAM              | P       |
| 8  | Marco Fabián             | 21.07.1989 (23)       | CD Guadalajara    | P       |
| 9  | Oribe Peralta            | 12.01.1984 (28)       | Santos Laguna     | N       |
| 10 | Giovani dos Santos       | 11.05.1989 (23)       | Tottenham Hotspur | N       |
| 11 | Javier Aquino            | 11.02.1990 (22)       | Cruz Azul         | P       |
| 12 | Raúl Jiménez             | 5.05.1991 (21)        | Club América      | N       |
| 13 | Diego Reyes              | 19.09.1992 (19)       | Club América      | O       |
| 14 | Jorge Enríquez           | 8.01.1991 (21)        | CD Guadalajara    | P       |
| 15 | Néstor Vidrio            | 22.03.1989 (23)       | CF Pachuca        | O       |
| 16 | Miguel Ángel Ponce       | 12.04.1989 (23)       | CD Guadalajara    | O       |
| 17 | Néstor Araujo            | 29.08.1991 (20)       | Cruz Azul         | O       |
| 18 | José Antonio Rodríguez   | 4.07.1992 (20)        | CD Guadalajara    | B       |

Trener:  Luis Fernando Tena

### Pływanie
Mężczyźni
| Zawodnik            | Konkurencja      | Eliminacje | Eliminacje | Półfinał | Półfinał | Finał | Finał   |
| Zawodnik            | Konkurencja      | Czas       | Miejsce    | Czas     | Miejsce  | Czas  | Miejsce |
| ------------------- | ---------------- | ---------- | ---------- | -------- | -------- | ----- | ------- |
| Arturo Pérez Vertti | 1500 m dowolnym  | 15:25.91   | 22.        | —        | —        | NQ    | NQ      |
| Christian Schurr    | 200 m klasycznym | 2:14.16    | 26.        | NQ       | NQ       | NQ    | NQ      |

Kobiety
| Zawodniczka        | Konkurencja       | Eliminacje | Eliminacje | Półfinał | Półfinał | Finał     | Finał   |
| Zawodniczka        | Konkurencja       | Czas       | Miejsce    | Czas     | Miejsce  | Czas      | Miejsce |
| ------------------ | ----------------- | ---------- | ---------- | -------- | -------- | --------- | ------- |
| Patricia Castañeda | 800 m dowolnym    | 8:44.44    | 27.        | —        | —        | NQ        | NQ      |
| Erica Dittmer      | 200 m zmiennym    | 2:16.54    | 27.        | NQ       | NQ       | NQ        | NQ      |
| Susana Escobar     | 400 m dowolnym    | 4:14.78    | 28.        | —        | —        | NQ        | NQ      |
| Susana Escobar     | 400 m zmiennym    | 4:50.57    | 29.        | —        | —        | NQ        | NQ      |
| Fernanda González  | 100 m grzbietowym | 1:01.28    | 23.        | NQ       | NQ       | NQ        | NQ      |
| Fernanda González  | 200 m grzbietowym | 2:12.75    | 24.        | NQ       | NQ       | NQ        | NQ      |
| Liliana Ibañez     | 100 m dowolnym    | 55.71      | 25.        | NQ       | NQ       | NQ        | NQ      |
| Liliana Ibañez     | 200 m dowolnym    | 2:01.36    | 25.        | NQ       | NQ       | NQ        | NQ      |
| Rita Medrano       | 200 m motylkowym  | 2:11.42    | 23.        | NQ       | NQ       | NQ        | NQ      |
| Lizeth Rueda       | 10 km             | —          | —          | —        | —        | 2:02:46.1 | 21.     |

### Pływanie synchroniczne
| Zawodniczki                   | Konkurencja | Układ techniczny | Układ techniczny | Układ dowolny (eliminacje) | Układ dowolny (eliminacje) | Układ dowolny (eliminacje) | Układ dowolny (finał) | Układ dowolny (finał)      | Układ dowolny (finał) |
| Zawodniczki                   | Konkurencja | Punkty           | Miejsce          | Punkty                     | Razem (techniczny + wolny) | Miejsce                    | Punkty                | Razem (techniczny + wolny) | Miejsce               |
| ----------------------------- | ----------- | ---------------- | ---------------- | -------------------------- | -------------------------- | -------------------------- | --------------------- | -------------------------- | --------------------- |
| Nuria Diosdado Isabel Delgado | Duet        | 83.000           | 18.              | 83.610                     | 166.610                    | 18.                        | NQ                    | NQ                         | NQ                    |

### Podnoszenie ciężarów
Mężczyźni
| Zawodnik    | Konkurencja | Rwanie | Rwanie  | Podrzut | Podrzut | Razem | Pozycja |
| Zawodnik    | Konkurencja | Wynik  | Pozycja | Wynik   | Pozycja | Razem | Pozycja |
| ----------- | ----------- | ------ | ------- | ------- | ------- | ----- | ------- |
| Lino Montes | Do 56 kg    | 112    | 15.     | 157     | 5.      | 269   | 6.      |

Kobiety
| Zawodniczka | Konkurencja | Rwanie | Rwanie  | Podrzut | Podrzut | Razem | Pozycja |
| Zawodniczka | Konkurencja | Wynik  | Pozycja | Wynik   | Pozycja | Razem | Pozycja |
| ----------- | ----------- | ------ | ------- | ------- | ------- | ----- | ------- |
| Luz Acosta  | Do 63 kg    | 99     | 6.      | 125     | 5.      | 224   | 6.      |

### Skoki do wody
Mężczyźni
| Zawodnik                      | Konkurencja                   | Preeliminacje | Preeliminacje | Półfinał | Półfinał | Finał  | Finał   |
| Zawodnik                      | Konkurencja                   | Punkty        | Miejsce       | Punkty   | Miejsce  | Punkty | Miejsce |
| ----------------------------- | ----------------------------- | ------------- | ------------- | -------- | -------- | ------ | ------- |
| Yahel Castillo                | trampolina 3 m indywidualnie  | 475.25        | 5.            | 499.65   | 4.       | 492.70 | 6.      |
| Daniel Islas                  | trampolina 3 m indywidualnie  | 410.60        | 23.           | NQ       | NQ       | NQ     | NQ      |
| Iván García                   | wieża 10 m indywidualnie      | 491.70        | 6.            | 497.40   | 10.      | 521.65 | 7.      |
| Germán Sánchez                | wieża 10 m indywidualnie      | 495.85        | 5.            | 477.30   | 14.      | NQ     | NQ      |
| Yahel Castillo Julián Sánchez | trampolina 3 m synchronicznie | —             | —             | —        | —        | 415.14 | 7.      |
| Iván García Germán Sánchez    | wieża 10 m synchronicznie     | —             | —             | —        | —        | 468.90 | srebro  |

Kobiety
| Zawodniczka                     | Konkurencja                  | Preeliminacje | Preeliminacje | Półfinał | Półfinał | Finał  | Finał   |
| Zawodniczka                     | Konkurencja                  | Punkty        | Miejsce       | Punkty   | Miejsce  | Punkty | Miejsce |
| ------------------------------- | ---------------------------- | ------------- | ------------- | -------- | -------- | ------ | ------- |
| Arantxa Chávez                  | trampolina 3 m indywidualnie | 225.45        | 29.           | NQ       | NQ       | NQ     | NQ      |
| Laura Sánchez                   | trampolina 3 m indywidualnie | 320.15        | 9.            | 336.50   | 7.       | 262.40 | brąz    |
| Paola Espinosa                  | wieża 10 m indywidualnie     | 324.00        | 13.           | 317.10   | 11.      | 356.20 | 6.      |
| Carolina Mendoza                | wieża 10 m indywidualnie     | 286.95        | 21.           | NQ       | NQ       | NQ     | NQ      |
| Paola Espinosa Alejandra Orozco | wieża 10 m synchronicznie    | —             | —             | —        | —        | 343.32 | srebro  |

### Strzelectwo
Mężczyźni
| Zawodnik         | Konkurencja | Kwalifikacje | Kwalifikacje | Finał  | Finał   |
| Zawodnik         | Konkurencja | Punkty       | Miejsce      | Punkty | Miejsce |
| ---------------- | ----------- | ------------ | ------------ | ------ | ------- |
| Javier Rodríguez | skeet       | 114          | 24.          | NQ     | NQ      |

Kobiety
| Zawodniczka          | Konkurencja                             | Kwalifikacje | Kwalifikacje | Finał  | Finał   |
| Zawodniczka          | Konkurencja                             | Punkty       | Miejsce      | Punkty | Miejsce |
| -------------------- | --------------------------------------- | ------------ | ------------ | ------ | ------- |
| Alexis Martínez      | karabin małokalibrowy trzy postawy 50 m | 572          | 39.          | NQ     | NQ      |
| Rosa Peña Rocamontes | karabin pneumatyczny 10 m               | 392          | 35.          | NQ     | NQ      |
| Alejandra Zavala     | pistolet pneumatyczny 10 m              | 380          | 19.          | NQ     | NQ      |

### Szermierka
Mężczyźni
| Zawodnik     | Konkurencja          | 1/32              | 1/16             | 1/8              | Ćwierćfinały     | Półfinały        | Finał            | Finał   |
| Zawodnik     | Konkurencja          | Przeciwnik Wynik  | Przeciwnik Wynik | Przeciwnik Wynik | Przeciwnik Wynik | Przeciwnik Wynik | Przeciwnik Wynik | Pozycja |
| ------------ | -------------------- | ----------------- | ---------------- | ---------------- | ---------------- | ---------------- | ---------------- | ------- |
| Daniel Gómez | floret indywidualnie | Jovanović W 15-14 | Ma J P 9-15      | NQ               | NQ               | NQ               | NQ               | NQ      |

Kobiety
| Zawodniczka     | Konkurencja          | 1/32                | 1/16                | 1/8                 | Ćwierćfinały        | Półfinały           | Finał               | Finał   |
| Zawodniczka     | Konkurencja          | Przeciwniczka Wynik | Przeciwniczka Wynik | Przeciwniczka Wynik | Przeciwniczka Wynik | Przeciwniczka Wynik | Przeciwniczka Wynik | Pozycja |
| --------------- | -------------------- | ------------------- | ------------------- | ------------------- | ------------------- | ------------------- | ------------------- | ------- |
| Úrsula González | szabla indywidualnie | —                   | Kim JY P 3-15       | NQ                  | NQ                  | NQ                  | NQ                  | NQ      |

### Taekwondo
| Zawodnicy                  | Konkurencja | 1/16              | Ćwierćfinał       | Półfinał          | Repasaż 1         | Repasaż 2         | Finał             | Finał   |
| Zawodnicy                  | Konkurencja | Przeciwnicy Wynik | Przeciwnicy Wynik | Przeciwnicy Wynik | Przeciwnicy Wynik | Przeciwnicy Wynik | Przeciwnicy Wynik | Pozycja |
| -------------------------- | ----------- | ----------------- | ----------------- | ----------------- | ----------------- | ----------------- | ----------------- | ------- |
| Diego García               | 58 kg (m)   | Khalil P 4-9      | NQ                | NQ                | NQ                | NQ                | NQ                | NQ      |
| Erick Osornio              | 68 kg (m)   | Stamper P 2-5     | NQ                | NQ                | NQ                | NQ                | NQ                | NQ      |
| Jannet Alegría             | 49 kg (k)   | Hatahet W 12-1    | Yagüe P 0-8       | NQ                | Carstens W 7-2    | Zaninović P 5-6   | NQ                | 5.      |
| María del Rosario Espinoza | +67 kg (k)  | Davin W 3-2       | Mandić P 4-6      | NQ                | Crawley W 13-0    | Hernández W 4-2   | NQ                | brąz    |

### Tenis stołowy
Kobiety
| Zawodniczka  | Konkurencja | Eliminacje          | Runda 1             | Runda 2             | Runda 3             | Runda 4             | Ćwierćfinały        | Półfinały           | Finał               | Finał   |
| Zawodniczka  | Konkurencja | Przeciwniczka Wynik | Przeciwniczka Wynik | Przeciwniczka Wynik | Przeciwniczka Wynik | Przeciwniczka Wynik | Przeciwniczka Wynik | Przeciwniczka Wynik | Przeciwniczka Wynik | Pozycja |
| ------------ | ----------- | ------------------- | ------------------- | ------------------- | ------------------- | ------------------- | ------------------- | ------------------- | ------------------- | ------- |
| Yadira Silva | singel      | BYE                 | Hsing P 0-4         | NQ                  | NQ                  | NQ                  | NQ                  | NQ                  | NQ                  | NQ      |

### Triathlon
| Zawodnicy         | Konkurencja | Pływanie (1,5 km) | Zmiana 1 | Jazda na rowerze (40 km) | Zmiana 2 | Bieg (10 km) | Czas    | Pozycja |
| ----------------- | ----------- | ----------------- | -------- | ------------------------ | -------- | ------------ | ------- | ------- |
| Crisanto Grajales | mężczyźni   | 18:10             | 0:38     | 59:36                    | 0:33     | 31:11        | 1:50:08 | 28.     |
| Claudia Rivas     | kobiety     | 18:29             | 0:43     | 1:06:26                  | 0:33     | 36:27        | 2:02:38 | 21.     |

### Wioślarstwo
Mężczyźni
| Zawodnik        | Konkurencja | Eliminacje | Eliminacje | Repasaże | Repasaże | Ćwierćfinał | Ćwierćfinał | Półfinał | Półfinał | Finał   | Finał   |
| Zawodnik        | Konkurencja | Czas       | Miejsce    | Czas     | Miejsce  | Czas        | Miejsce     | Czas     | Miejsce  | Czas    | Miejsce |
| --------------- | ----------- | ---------- | ---------- | -------- | -------- | ----------- | ----------- | -------- | -------- | ------- | ------- |
| Patrick Loliger | jedynka     | 6:51.78    | 3. (QF)    | BYE      | BYE      | 7:00.20     | 4. (P CD)   | 7:29.82  | 2. (F C) | 7:20.10 | 14.     |

Kobiety
| Zawodniczka   | Konkurencja | Eliminacje | Eliminacje | Repasaże | Repasaże | Ćwierćfinał | Ćwierćfinał | Półfinał | Półfinał | Finał   | Finał   |
| Zawodniczka   | Konkurencja | Czas       | Miejsce    | Czas     | Miejsce  | Czas        | Miejsce     | Czas     | Miejsce  | Czas    | Miejsce |
| ------------- | ----------- | ---------- | ---------- | -------- | -------- | ----------- | ----------- | -------- | -------- | ------- | ------- |
| Debora Oakley | jedynka     | 8:00.17    | 4. (QF)    | BYE      | BYE      | 8:10.97     | 4. (P CD)   | 8:14.03  | 5. (F D) | 8:40.70 | 22.     |

### Zapasy
Mężczyźni – styl wolny
| Zawodnik         | Konkurencja | Kwalifikacje      | 1/8                  | Ćwierćfinał      | Półfinał         | Repesaż 1        | Repesaż 2        | Finał            | Finał   |
| Zawodnik         | Konkurencja | Przeciwnik Wynik  | Przeciwnik Wynik     | Przeciwnik Wynik | Przeciwnik Wynik | Przeciwnik Wynik | Przeciwnik Wynik | Przeciwnik Wynik | Pozycja |
| ---------------- | ----------- | ----------------- | -------------------- | ---------------- | ---------------- | ---------------- | ---------------- | ---------------- | ------- |
| Guillermo Torres | -60 kg      | Esmaeilpour P 1-3 | NQ                   | NQ               | NQ               | NQ               | NQ               | NQ               | 16.     |
| Jesse Ruíz       | -120 kg     | BYE               | Modzmanaszwili W 0-5 | NQ               | NQ               | BYE              | Szabanbaj P 0-5  | NQ               | 18.     |

### Żeglarstwo
Mężczyźni
| Zawodnik           | Konkurencja | Wyścig | Wyścig | Wyścig | Wyścig | Wyścig | Wyścig | Wyścig | Wyścig | Wyścig | Wyścig | Wyścig | Punkty | Finałowa pozycja |
| Zawodnik           | Konkurencja | 1      | 2      | 3      | 4      | 5      | 6      | 7      | 8      | 9      | 10     | M*     | Punkty | Finałowa pozycja |
| ------------------ | ----------- | ------ | ------ | ------ | ------ | ------ | ------ | ------ | ------ | ------ | ------ | ------ | ------ | ---------------- |
| David Mier         | RS:X        | 32     | 27     | 30     | 35     | 28     | 27     | 28     | 32     | 30     | 20     | –      | 254    | 32.              |
| Ricardo Montemayor | Laser       | 39     | 41     | 44     | 46     | 46     | 29     | 30     | 40     | 11     | 42     | –      | 320    | 38.              |

Kobiety
| Zawodniczka        | Konkurencja  | Wyścig | Wyścig | Wyścig | Wyścig | Wyścig | Wyścig | Wyścig | Wyścig | Wyścig | Wyścig | Wyścig | Punkty | Finałowa pozycja |
| Zawodniczka        | Konkurencja  | 1      | 2      | 3      | 4      | 5      | 6      | 7      | 8      | 9      | 10     | M*     | Punkty | Finałowa pozycja |
| ------------------ | ------------ | ------ | ------ | ------ | ------ | ------ | ------ | ------ | ------ | ------ | ------ | ------ | ------ | ---------------- |
| Tania Elías Calles | Laser radial | 12     | 9      | 6      | 19     | 13     | 32     | 11     | 5      | 13     | 10     | 8      | 116    | 10.              |